# Arena Gorzów
Arena Gorzów – wielofunkcyjna hala widowiskowo-sportowa położona w Gorzowie Wielkopolskim, w Parku Słowiańskim, w północnej części Osiedla Staszica, w bezpośrednim sąsiedztwie Centrum Sportowo-Rehabilitacyjnego „Słowianka”.
Oficjalne otwarcie hali z udziałem przedstawicieli władz miasta i regionu odbyło się 4 grudnia 2023 roku. Pierwotnie hala widowiskowo-sportowa miała być gotowa do końca stycznia 2023 roku i kosztować 89 mln 157 tys. zł. Ostatecznie wybudowanie hali kosztowało 21 mln zł więcej. Całkowity koszt budowy wyniósł 110 mln 717 tys. 220 zł. Natomiast termin zakończenia prac był kilkukrotnie przekładany. Najpierw do końca marca, następnie czerwca, a później do 23 września 2023 roku. Firma Fort Polska odpowiadała za przygotowanie kompleksowych projektów wykonawczych oraz Projektu Budowlanego Zamiennego, na podstawie którego uzyskano decyzję zamiennego pozwolenia na budowę.
Pierwszy mecz ligowy w Arenie Gorzów rozegrany został 16 grudnia 2023 roku. Był to mecz ekstraklasy koszykówki kobiet, w którym PolskaStrefaInwestycji Enea AJP Gorzów Wielkopolski pokonała KGHM BC Polkowice 93:89. Mecz oglądało blisko 4 tysiące kibiców.

## Dojazd
- Autobusem (przystanek: CSR „Słowianka”) – liniami 109 i 123